# Puerto Alegría
Puerto Alegría är en corregimientos departamentale i Colombia.   Den ligger i departementet Amazonas, i den södra delen av landet, 600 km söder om huvudstaden Bogotá. Antalet invånare är 1 277.